# Werkbundsiedlung Brünn
Die Werkbundsiedlung Brünn, auch als Kolonie Nový Dům (Neues Haus) bekannt, ist ein Ensemble von sechzehn modernen Einfamilienhäusern, die durch neun Mitglieder des Tschechoslowakischen Werkbunds 1928 in Brünn errichtet wurde. Die Siedlung wurde als eine Architekturausstellung am südlichen Rand des Stadtbezirks Brno-Žabovřesky (Brünn-Sebrowitz) erbaut.

## Geschichte

### Entstehung
Die Siedlung „Nový Dům“ ist als erste Werkbundsiedlung außerhalb des Deutschen Reichs und als zweite überhaupt nach dem Vorbild der Stuttgarter Weißenhofsiedlung entstanden. Die Anregung kam von den Bauträgern Čeněk Ruller (1886–1956) und František Uherek (1880–1946), welche die Siedlung in eigener Regie verwirklicht haben.
Bereits im Oktober 1927 luden sie neun überwiegend junge und bis auf Josef Štěpánek lokale Architekten zur Planung der Siedlung ein. Noch vor Ende des Jahres wurden die Baugesuche eingereicht. Im Februar 1928 wurden die Häuser genehmigt und die Bauarbeiten aufgenommen. Am 28. August 1928 wurde die Siedlung zur Besichtigung freigegeben. Anders als in Stuttgart wurden die Häuser nicht eingerichtet präsentiert.
Die Siedlung nahm zwei trapezförmige Baugelände zwischen den Straßen Petřvaldská, Bráfova und Šmejkalova in Anspruch, die durch die Straße Drnovická getrennt sind. Sie bestand aus zwei freistehenden Einfamilienhäusern, vier Doppelhäusern sowie zwei Reihenhauszeilen. Sämtliche Gebäude waren drei- bis viergeschossig, nicht unterkellert, verputzt und überwiegend weiß gestrichen. Die Hausprojekte standen unter starkem Einfluss der Weißenhofsiedlung. Vor allem kamen Motive der beiden Häuser von Le Corbusier und Pierre Jeanneret wiederholt zum Einsatz. Wie in Stuttgart, trugen die Häuser ausschließlich Flachdächer, die teilweise als Dachterrassen genutzt werden sollten.

### Weiteres Schicksal der Siedlung
Die Bauträger hatten die Absicht, die Häuser nach der Schließung der Ausstellung zu verkaufen oder zu vermieten. Da die Häuser durch zahlreiche Planungsmängel wie Schlafzimmer ohne Tageslicht und Belüftung geprägt waren, fanden sie vorerst keine Käufer. Nur ein Haus konnte vermietet werden. Infolgedessen verschob sich die Auszahlung der Honorare für die Architekten.
Die inzwischen unter Denkmalschutz gestellte Siedlung weist heute starke Veränderungen der Bausubstanz auf.

## Beteiligte Architekten und ihre Bauten
| Name                         | Werke                            | Zustand | Fotografie                 | BAM-Link |
| ---------------------------- | -------------------------------- | --- | -------------------------- | -------- |
| Bohuslav Fuchs (1895–1972)   | Häuser 1, 2, 3 (Reihenhauszeile) | diverse kleinere Umbauten, Veränderung der historischen Fensteraufteilung.                                                                     | Das Bild zeigt Häuser 1–2. | C192     |
| Josef Štěpánek (1889–1964)   | Häuser 4, 5 (Doppelhaus)         | erhalten |                            | C193     |
| Jaroslav Grunt (1893–1988)   | Häuser 6, 7, 8 (Reihenhauszeile) | weitestgehend im Ursprungszustand, einzig die Eingänge und die danebenliegenden Fenster wurden leicht verändert.                               |                            | C194     |
| Jiří Kroha (1893–1974)       | Haus 9 (Einfamilienhaus)         | massiv verändert, der riesige Vorbau wurde später ergänzt, die ursprüngliche Terrasse zugebaut, ebenso das ehemals freie Erdgeschoss zugebaut. |                            | C186     |
| Hugo Foltyn (1906–1944)      | Haus 10 (Doppelhaushälfte)       | stark umgebaut, Fenstereinteilung verändert, Baukörper vergrößert, kaum mehr erkennbar.                                                        | rechtes Gebäude            | C187     |
| Miroslav Putna (1904–1994)   | Haus 11 (Doppelhaushälfte)       | stark umgebaut, Fenstereinteilung verändert, Baukörper vergrößert, kaum mehr erkennbar.                                                        | linkes Gebäude             | C188     |
| Jan Víšek (1890–1966)        | Häuser 12, 13 (Doppelhaus)       | Zubau des freien Erdgeschosses, Vergrößerung des Baukörpers.                                                                                   |                            | C189     |
| Jaroslav Syřiště (1878–1950) | Haus 14 (Einfamilienhaus)        | Zierband aus Backstein in der Zone der Obergeschossfenster überputzt, Anbau einer Garage.                                                      | linkes Gebäude             | C190     |
| Ernst Wiesner (1890–1971)    | Häuser 15, 16 (Doppelhaus)       | weitestgehend erhalten, zwei Garagen angebaut.                                                                                                 |                            | C191     |